# Липовий В'ячеслав Леонтійович
В'ячеслав Леонтійович Липовий (1907, місто Луганськ, тепер Луганської області — 1968, місто Харків) — український радянський діяч, голова президії Спілки споживчих товариств Української РСР (Укоопспілки). Депутат Верховної Ради УРСР 2-го скликання.

## Життєпис
Народився у родині робітника. Трудову діяльність розпочав у 1922 році учнем токаря Луганського заводу. Закінчив школу фабрично-заводського навчання, працював завідувачем виробничого навчання цієї ж школи.
Член ВКП(б) з 1927 року.
У 1928—1931 роках — на керівній комсомольській роботі. Потім працював у політичному відділі машинно-тракторної станції.
З 1937 до 1938 року — 1-й секретар Ольгинського районного комітету КП(б)У Донецької області. 
У 1939 році закінчив Вищу школу партійних організаторів при ЦК ВКП(б).
До 1941 року — на керівних посадах у системі споживчої кооперації Ворошиловградської області.
Під час німецько-радянської війни перебував у евакуації, працював заступником голови Удмуртської облспоживспілки РРФСР.
У 1943—1944 роках — голова правління Ворошиловградської облспоживспілки.
З квітня 1944 по червень 1949 року — голова президії Спілки споживчих товариств Української РСР (Укоопспілки).
З 1949 року — голова правління Харківської облспоживспілки.
Помер у вересні 1968 року.

## Нагороди
- орден Леніна (23.01.1948)
- орден Трудового Червоного Прапора
- медалі